# Nagroda Literacka im. Jerzego Żuławskiego
Nagroda Literacka im. Jerzego Żuławskiego – nagroda literacka utworzona w 2008 z inicjatywy Andrzeja Zimniaka i pod patronatem Stowarzyszenia Pisarzy Polskich przyznawana autorom najlepszych polskich utworów literackich utrzymanych w konwencji fantastyki, wydanych w poprzednim roku kalendarzowym. Patron nagrody, Jerzy Żuławski, jako autor „trylogii księżycowej” był pionierem polskiej fantastyki naukowej.
Nominacje do nagrody wyłaniane są w głosowaniu zaproszonych przez komitet organizacyjny elektorów, którzy powinni należeć do opiniotwórczych odbiorców literatury fantastycznej. W drugim etapie konkursu laureatów wskazuje jury, także drogą głosowania, przy czym jury może dodatkowo ustanawiać własne nominacje. W skład jury wchodzą literaturoznawcy zajmujący się zawodowo polską literaturą tworzoną w konwencji fantastyki. Oprócz głównej nagrody przyznawane jest również złote i srebrne wyróżnienie. Laureatów pierwszej edycji ogłoszono 21 października 2008.

## Laureaci
| Rok  | Nagroda Główna                                                  | Złote Wyróżnienie                                 | Srebrne Wyróżnienie                         | Pozostałe nominacje (według liczby uzyskanych punktów) |
| ---- | --------------------------------------------------------------- | ------------------------------------------------- | ------------------------------------------- | --- |
| 2008 | Jacek Dukaj Lód                                                 | Łukasz Orbitowski Tracę ciepło                    | Szczepan Twardoch Epifania Wikarego Trzaski | Jarosław Grzędowicz Pan Lodowego Ogrodu, t. 2, Jacek Komuda Diabeł Łańcucki, Maja Lidia Kossakowska Ruda Sfora, Wit Szostak Oberki do końca świata                   |
| 2009 | Rafał Kosik Kameleon                                            | Krzysztof Piskorski Zadra, t. I                   | Anna Brzezińska Ziemia niczyja              | Wojciech Szyda Miasto Dusz, Witold Jabłoński Fryne hetera, Anna Brzezińska i Grzegorz Wiśniewski Chwała ogrodów                                                      |
| 2010 | Michał Protasiuk Struktura                                      | Anna Kańtoch Przedksiężycowi, t. I                | Łukasz Orbitowski Święty Wrocław            | Maciej Guzek Trzeci Świat, Jarosław Grzędowicz Pan Lodowego Ogrodu, t. 3, Anna Brzezińska Letni deszcz. Sztylet                                                      |
| 2010 | Nagroda Specjalna: Jacek Dukaj Wroniec                          |                                                   |                                             | |
| 2011 | Wit Szostak Chochoły                                            | Jacek Dukaj Linia oporu                           | Marek S. Huberath Vatran Auraio             | Szczepan Twardoch Wieczny Grunwald, Tomasz Kołodziejczak Czarny Horyzont, Wawrzyniec Podrzucki Mosty wszechzieleni                                                   |
| 2012 | Jacek Dukaj Science fiction                                     | Wit Szostak Dumanowski                            | Michał Protasiuk Święto rewolucji           | Paweł Matuszek Kamienna Ćma, Krzysztof Piskorski Krawędź czasu, Sebastian Uznański Herrenvolk                                                                        |
| 2013 | Anna Kańtoch Czarne                                             | Łukasz Orbitowski Widma                           | Robert M. Wegner Niebo ze stali             | Wit Szostak Fuga, Marek S. Huberath Portal zdobiony posągami, Jarosław Grzędowicz Pan Lodowego Ogrodu, t.4                                                           |
| 2014 | Cezary Zbierzchowski Holocaust F                                | Krzysztof Piskorski Cienioryt                     | Adam Przechrzta Gambit Wielopolskiego       | Łukasz Orbitowski Szczęśliwa ziemia, Anna Kańtoch Przedksiężycowi, t. 2–3, Andrzej Sapkowski Sezon burz                                                              |
| 2015 | Paweł Majka Pokój światów                                       | Paweł Paliński Polaroidy z zagłady                | Michał Cholewa Forta                        | Tomasz Kołodziejczak Biała reduta, t.1, Michał Protasiuk Ad Infinitum, Elżbieta Cherezińska Niewidzialna korona                                                      |
| 2016 | Paweł Majka Niebiańskie pastwiska                               | Jakub Małecki Dygot                               | Robert M. Wegner Pamięć wszystkich słów     | Wit Szostak Wróżenie z wnętrzności, Magdalena Kozak Łzy diabła, Anna Kańtoch Tajemnica Nawiedzonego Lasu                                                             |
| 2017 | Krzysztof Piskorski Czterdzieści i cztery                       | Radek Rak Puste niebo                             | Jacek Inglot Polska 2.0                     | Michał Cholewa Inwit, Paweł Matuszek Onikromos, Agnieszka Hałas Olga i osty                                                                                          |
| 2018 | Rafał Kosik Różaniec                                            | Anna Kańtoch Niepełnia                            | Paweł Majka Wojny przestrzeni               | Elżbieta Cherezińska Płomienna korona, Paweł Majka Berserk, Jarosław Grzędowicz Hel 3, Zygmunt Miłoszewski Jak zawsze                                                |
| 2019 | Jacek Dukaj Imperium chmur                                      | Anna Brzezińska Woda na sicie. Apokryf czarownicy | Robert M. Wegner Każde martwe marzenie      | Marta Kisiel Toń, Michał Cholewa Sente, Anna Kańtoch Tajemnica godziny trzynastej, Martyna Raduchowska Spektrum                                                      |
| 2020 | Radek Rak Baśń o wężowym sercu albo wtóre słowo o Jakóbie Szeli | Jacek Dehnel Ale z naszymi umarłymi               | Jan Maszczyszyn Necrolotum                  | Cezary Zbierzchowski Distortion, Paweł Majka Jedyne: Ścieżki krwi, Agnieszka Hałas Śpiew potępionych                                                                 |

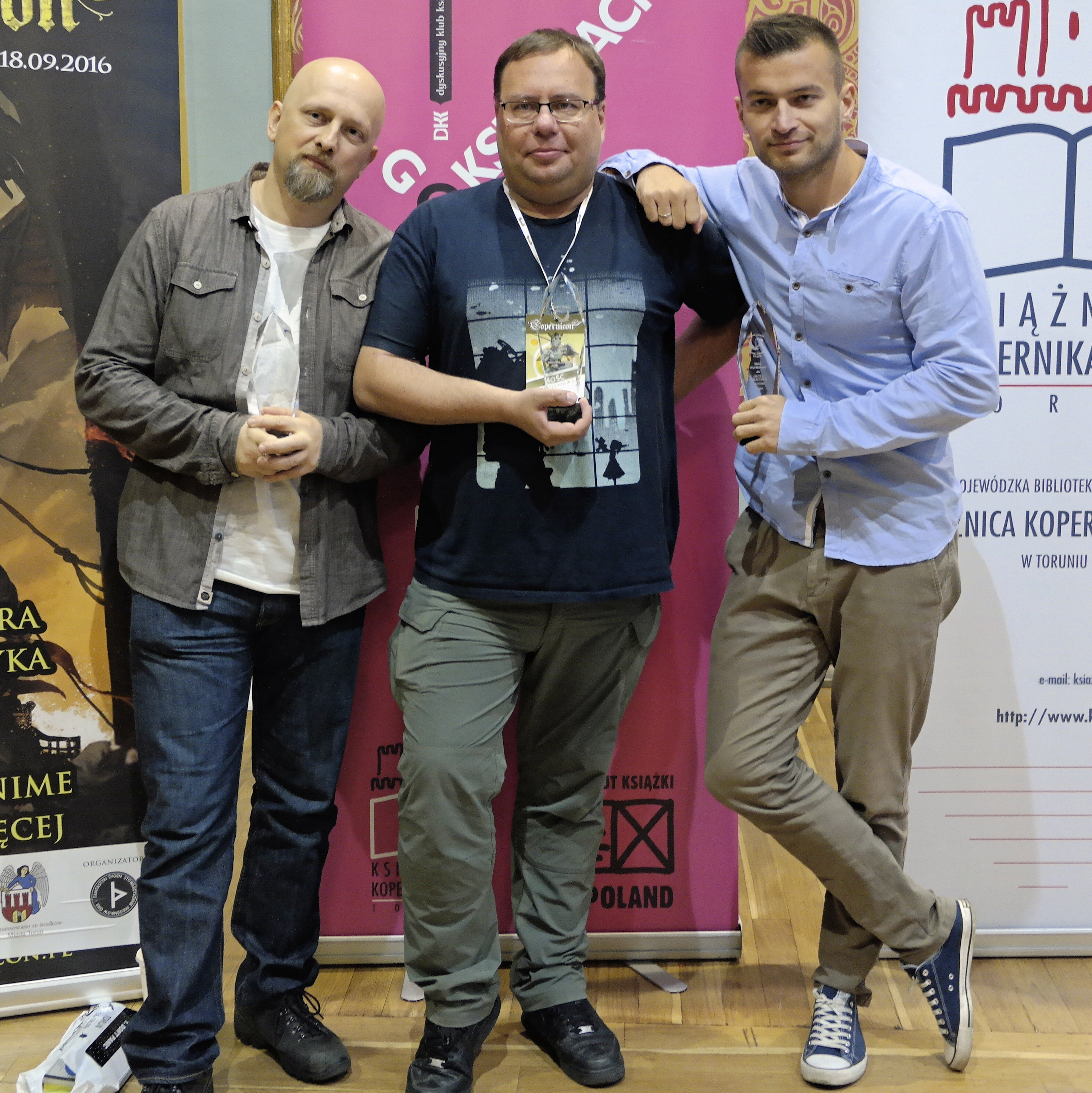
Laureaci Nagrody Żuławskiego (od lewej): Robert M. Wegner, Paweł Majka i Jakub Małecki, Copernicon 2016

| 2021 | Wojciech Gunia Dom Motta (w: Dom wszystkich snów)               | Romuald Pawlak Podarować niebo                    | Ziemowit Szczerek Cham z kulą w głowie      | Agnieszka Hałas Czerń nie zapomina, Michał Cholewa Dzika karta, Elżbieta Cherezińska Odrodzone królestwo                                                             |
| 2022 | Magdalena Salik Płomień                                         | Michał Cetnarowski Gnoza                          | Jan Maszczyszyn Chronometrus                | Magdalena Kubasiewicz Wszystko pochłonie morze, Adam Przechrzta Sługa krwi, Magdalena Kucenty Zodiaki: Genokracja                                                    |
| 2023 | Radek Rak Agla. Alef                                            | Olga Tokarczuk Empuzjon                           | Adam Przechrzta Sługa honoru                | Jan Maszczyszyn Broilia. Powieść z pogranicza światów, Romuald Pawlak Wolny jak Hamilton, Paweł Matuszek Parabella                                                   |
| 2024 | Istvan Vizvary Lagrange. Listy z Ziemi                          | Paweł Matuszek Zejście49                          | Radek Rak Agla. Aurora                      | Rafał Kosik Cyberpunk 2077. Bez przypadku, Michał Cholewa Algorytm wojny. Gra o sumie niezerowej, Justyna Hankus Dwie i pół duszy. Folk noir                         |
| 2025 | TBA                                                             | TBA                                               | TBA                                         | Andrzej Sapkowski Rozdroże kruków, Anna Kańtoch Czeluść, Anna Brzezińska Mgła, Magdalena Salik Wściek, Łukasz Orbitowski Wróg, Olga Niziołek Dzieci jednej pajęczycy |

## Skład jury
W jury zasiadają:
- prof. dr hab. Maciej Wróblewski (przewodniczący)
- prof. dr hab. Dariusz Brzostek
- dr hab. Monika Brzóstowicz-Klajn
- prof. dr hab. Joanna Czaplińska
- prof. dr hab. Anna Gemra
- dr Dorota Guttfeld
- dr hab. Wojciech Kajtoch
- dr hab. Mariusz Maciej Leś
- dr hab. Adam Mazurkiewicz
- dr Iwona Pięta
- dr hab. Edyta Rudolf
- dr Jerzy Szeja

Byli członkowie jury:
- prof. Antoni Smuszkiewicz
- Lech Jęczmyk
- Paweł Matuszek
- dr Ksenia Olkusz
- Wojciech Orliński
- Maciej Parowski